# Alexeï Khloudov
Alexeï Ivanovitch Khloudov (Алексе́й Ива́нович Хлу́дов), né en 1818 et mort le 22 mars/3 avril 1882, à Moscou, est un industriel russe, membre de la dynastie Khloudov et bibliophile. 

## Biographie
N'ayant reçu qu'une instruction réduite dans sa jeunesse, Alexeï Khloudov est doué de grandes capacités naturelles qu'il développe lui-même en autodidacte résolu. Il descend d'une famille de la classe des marchands originaire de la province de Riazan (issus de paysans économiques), élevée dans une stricte atmosphère orthodoxe, et se lance dans les affaires de production et de commerce de coton. Il atteint le rang de marchand de la 1re guilde. Il reçoit le titre de conseiller-manufacturier et il est décoré de l' ordre de Saint-Vladimir de IIIe classe.
En 1845, il construit avec son frère Saveli l'usine de textile d'Egorievsk (et plus tard une usine de papier à Egorievsk). Il dirige la partie commerciale de l'entreprise et fait venir d'Angleterre de nouvelles machines. La partie fabrication est quant à elle dirigée par Saveli Khloudov qui meurt en 1855. En 1857, il fonde avec Ludwig Knoop, Kozma Soldationkov et son frère Guérassime la Compagnie de la manufacture de Kreenholm près de Narva qui devient la première entreprise de fabrication de fil de coton de tout l'Empire russe. De plus in possède deux magasins au Gostiny dvor de Moscou.
En 1869, il réussit à obtenir une ligne de chemin de fer vers Egorievsk depuis la gare de Voskressensk de la ligne Moscou-Kazan. En 1875, l'usine d'Egorievsk est transformée en société par actions sur la base d'un partenariat établi un an plus tôt sur les actions « Marchands Khloudov ». En 1873, il fonde la Compagnie de la manufacture de Yartsevo.
Millionnaire, Khloudov est membre du tribunal de commerce de Moscou (1847-1849), membre honoraire du conseil de l'école de commerce de Moscou (1855-1861), surveillant de la bourse de Moscou (1855-1869), membre (à partir de 1859) puis président (1862-1867) du conseil d'industrie du département de Moscou, président du comité de la bourse de Moscou (1859-1865, premier à ce poste), un des fondateurs du musée d'art et d'industrie de Moscou (aujourd'hui musée d'art décoratif, appliqué et industriel de l'Université pédagogique d'art d'État de Moscou Stroganov). 
Khloudov est aussi l'un des grands bienfaiteurs de diverses sociétés caritatives de l'époque. Il finance des établissements d'enseignement, des cliniques, des maisons de charité et des églises. Il est membre de la Société impériale d'archéologie et, en tant que trésorier, parvient à réunir une somme d'argent importante pour la restauration du palais et des dépendances d'Averki Kirillov, devenu siège de la Société impériale d'archéologie. Alexeï Khloudov est également l'un des fondateurs les plus généreux du musée Roumiantsev de Moscou.
Alexeï Ivanovitch Khloudov meurt dans la nuit du 22 mars (3 avril dans le calendrier grégorien) 1882. Il est inhumé à Moscou au cimetière du monastère de l'Intercession.

## Famille
Alexeï Ivanovitch Khloudov était l'époux d'Eudoxie (Evdokia) Yakovlevna Chtcherbakova (1817-1854). Ils demeuraient dans leur hôtel particulier au n° 5a de l'impasse Toupy, renommée plus tard en impasse Khloudov, et aujourd'hui en impasse Khomoutovski. Cette maison était connue pour y recevoir des membres de sociétés savantes, des historiens ou des personnes s'instéressant à l'histoire russe et aux antiquités. De cette union, sont issus trois fils: Mikhaïl, future tête brûlée, Vassili, fondateur du parc Khloudov à Sotchi et époux de l'héritière de l'importateur de thé Perlov, et Egor. Trois filles sont nées du mariage d'Alexeï et Eudoxie Khloudov: Olga, Tatiana et la fameuse Varvara Alexeïevna, épouse Morozova, mariée dans la richissime famille des Morozov, industriels et collectionneurs d'art.

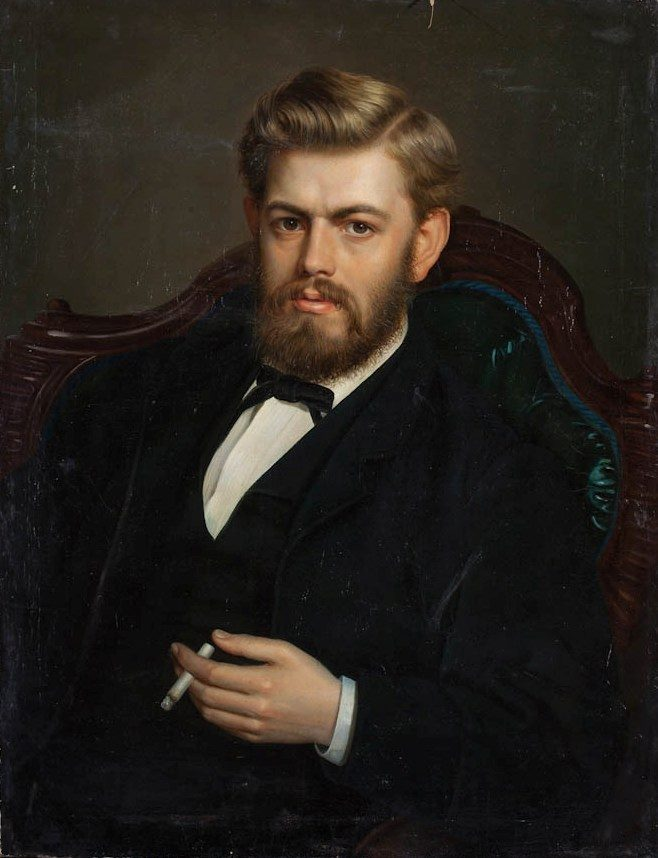
Vassili Khloudov
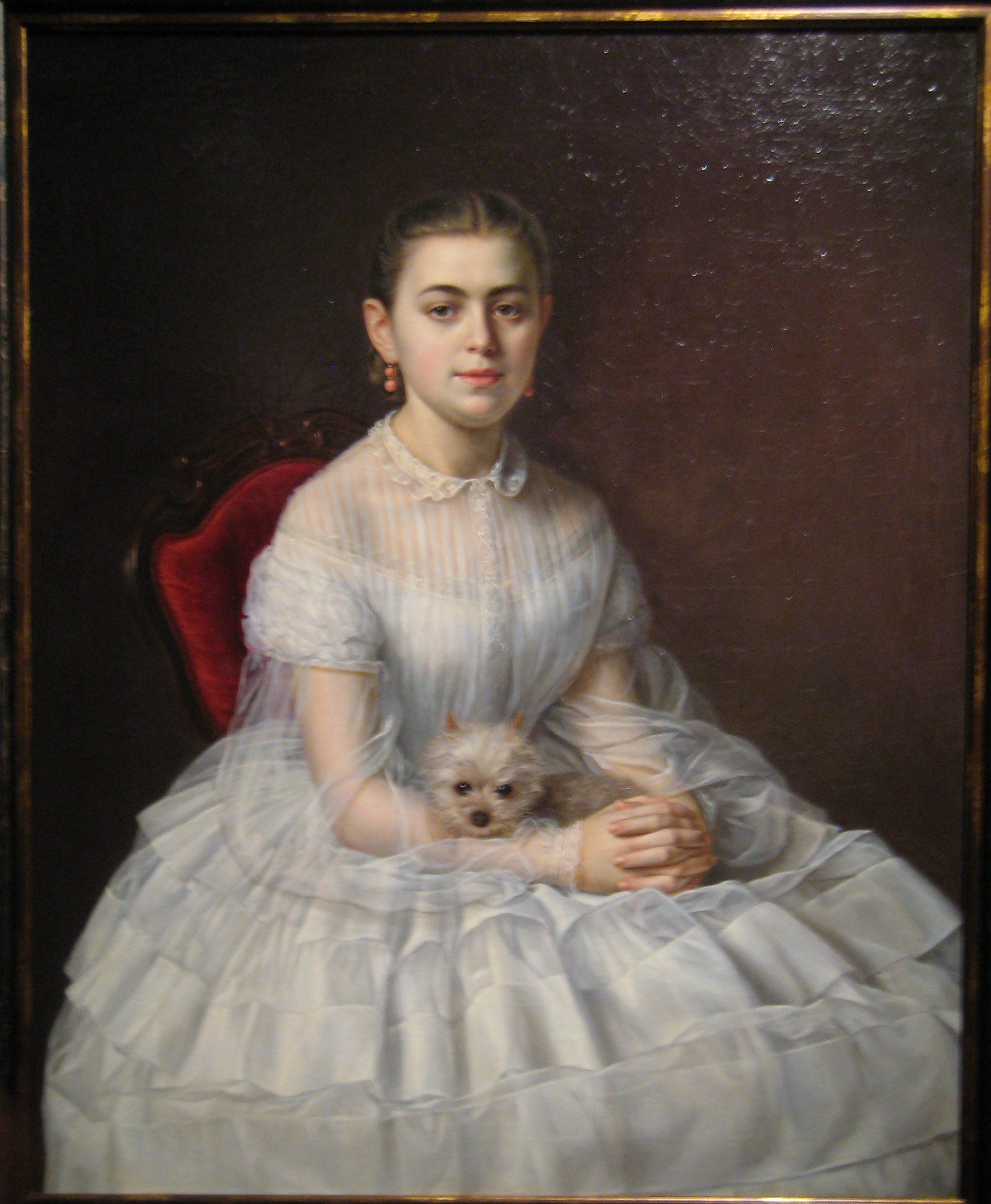
Varvara Khloudova

## Collectionneur

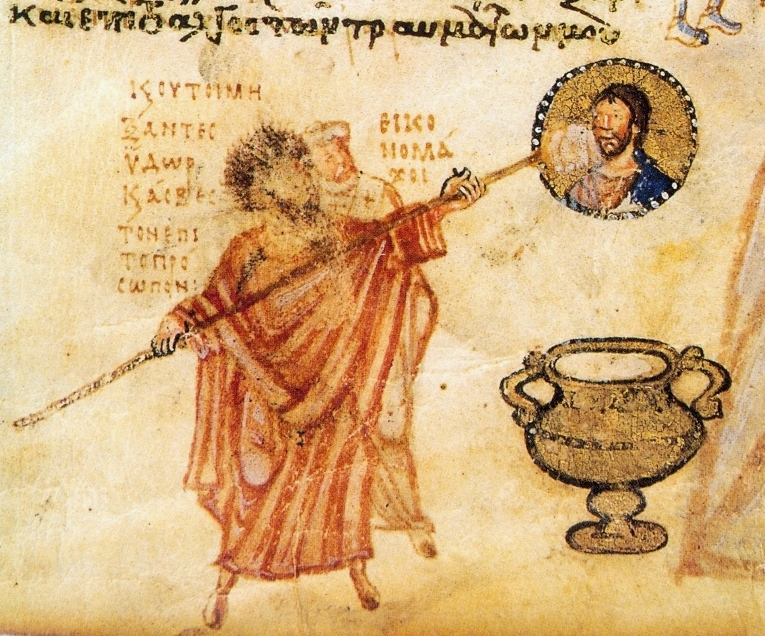
Page du psautier Chludov.

Alexeï Ivanovitch Khloudov est aussi un grand collectionneur de son époque. Sa collection est surtout constituée à partir de trois collections, celle d'A.I. Ozerski, celle d'A.I. Lobkov et celle d'Alexandre Hilferding. En 1872, elle réunit 361 manuscrits anciens dont 69 sont sur parchemin et bombycine et dont plus de 60 sont des pièces antiques uniques de la fin du XIVe siècle, presque le même nombre que toute la collection de manuscrits antiques yougoslaves; en outre, sa collection contenait de nombreux manuscrits russes remarquables, classés aujourd'hui également au patrimoine, et plus de 100 écrits polémiques pour et contre le schisme de l'Église orthodoxe russe.
À la fin de sa vie, la collection de Khloudov comprenait 624 manuscrits et 717 incunables et également des écrits du «Stoglav», des œuvres et traductions de Maxime le Grec, des écrits de schismatiques, des psaumes grecs du IXe siècle. Parmi les ouvrages les plus significatifs de cette collection, l'on peut distinguer «La Création de saint Jean Damascène dans la traduction du prince Kourbski avec ses propres notes; un psautier de 1212, le psautier Chludov du IXe siècle, un évangéliaire de 1323, un recueil de parémies liturgiques (parimeïnik) byzantin de la fin du XIIIe siècle, etc.
La collection est inventoriée et décrite par Andreï Popov et publiée en 1872 à Moscou sous le titre de Description de la bibliothèque de manuscrits d'A.I. Khloudov («Описание рукописей библиотеки А. И. Хлудова»), et en 1875 est publié à Moscou le Premier ajout à la description des manuscrits et du catalogue de livres ecclésiastiques de la bibliothèque d'A.I. Khloudov.
En 1866, Khloudov acquiert une partie des livres et incunables ayant appartenu auparavant à Voukol Oundolski (anciennes éditions de Brest-Litovsk, de Cracovie et de Vitebsk) et en fait don à la bibliothèque du séminaire orthodoxe de Moscou.

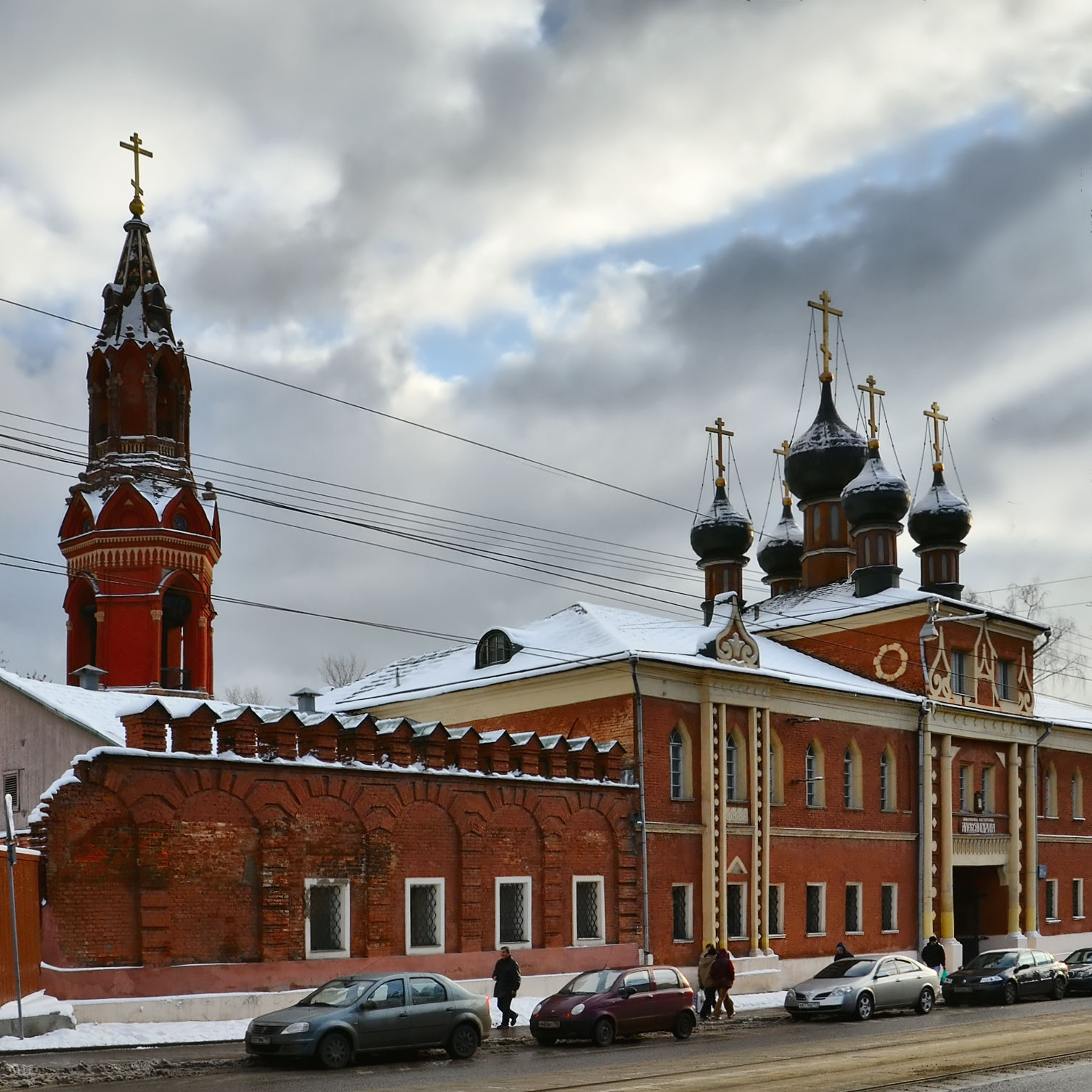
Vue de l'église-porte de l'Exhaltation-de-la-Croix du monastère Saint-Nicolas.

Alexeï Khloudov lègue sa bibliothèque par testament au monastère Saint-Nicolas de Moscou et en 1883 la « bibliothèque khloudovienne » est inaugurée dans la porterie de l'église de l'Exhaltation-de-la-Croix du monastère. Elle contenait de nombreux manuscrits aux caractères grecs et slaves (chartes, chroniques), des livres anciens imprimés liturgiques, dogmatiques, ou apologétiques, des livres incunables ou imprimés de nature théologique et historique, qui étaient utiles au monastère pour la recherche historique et les débats contre les Vieux-Croyants,.
Après la Révolution d'Octobre, la plupart de la collection de la « bibliothèque khloudovienne » est transférée au musée historique d'État de Moscou.